# Al-Mansur ibn an-Nàssir
Al-Mansur ibn an-Nàssir (àrab: المنصور بن الناصر, al-Manṣūr b. an-Nāṣir) fou emir de la dinastia hammadita del 1089 al 1105.
Era fill d'an-Nàssir ibn Alannàs i de la princesa zírida Bal·lara. Va pujar al tron molt jove.
A les regions occidentals els almoràvits havien sotmès els territoris fins a Alger (1080 a 1083) i des de la seva base a Tlemcen, amb el suport del principal dels grups zanates, els Banu Wamanu, governats pels Banu Makhukh (abans aliats hammadites, al-Nasir s'havia casat amb una germana del xeic i una altra s'havia casat amb el llavors hereu al-Mansur), amenaçaven el territori hammadita sanhadja. Però al-Mansur va derrotar per dues vegades als Banu Makhukh. L'emir llavors va fer matar la seva dona que era germana del xeic dels Banu Makhukh.
Va romandre a la Qala dels Banu Hammad dos anys però el 1091 els Banu Makhukh, abocats en mans dels almoràvits, van derrotar al-Mansur i es va haver de retirar cap a Bugia que el seu pare havia convertit d'un poble de pescadors en una capital preparada per resistir als nòmades hilàlides anomenada Nasiriyya (però que era coneguda com a Bugia). Des d'aquesta data 
es va establir definitivament a la capital alternativa Bugia (Bugia). Ibn Khaldun diu que fou el primer emir que va emetre moneda. Una de les seves primeres mesures llavors fou reprimir la revolta del seu oncle Balbar, governador de Constantina contra el que va enviar a un parent, Abu Yakni, que el va derrotar i el va assassinar rebent en recompensa el govern de Constantina i al seu germà se li va donar Bona (vers 1091 o 1092).
El 1094 Abu-Yakni, governador de Constantina i el seu germà governador de Bona es van revoltar i van obtenir el suport de molts enemics de l'emir entre els quals els zírides (al que va oferir Bona a canvi del seu ajut), diversos grups hilalians i els almoràvits. Pero Al-Mansur va poder ocupar Constantina i Bona i Abu-Yakni va haver de fugir a l'Aurès on finalment fou capturat i executat.
Els Banu Makhukh i almoràvits van assetjar Alger durant dos dies però no la van poder prendre, però si que van ocupar Ashir. Llavors al-Mansur va reunir un exèrcit de 20.000 homes, sanhadjes, baduïns (àrabs) i fins i tot zanates, i va atacar els almoràvits a Tlemcen. Es va trobar amb el governador de la ciutat Taxfín ibn Tinamer al nord-est de la ciutat i el va derrotar i es va acostar a Tlemcen que només es va salvar per les súpliques de l'esposa de Yusuf ibn Taxufín que va invocar el parentiu dels almoràvits i els sanhadja (1102). Va continuar la revenja contra els Banu Makhukh saquejant la regió de Tlemcen. El 1104 es va signar un tractat de pau entre hammadites i almoràvits, que es van retirar cap a l'oest.
En els següents mesos al-Mansur va combatre els zanates del Magreb central i a les tribus rebels de la regió de Bugia que es van haver de refugiar a les muntanyes de la Cabília.
Va morir el 1105 i el va succeir el seu fill Badis ibn al-Mansur. Segons Ibn Khaldun va construir el Palau de l'Estrella i el Palau de la salut a Bugia, i el Palau de Govern i el Kasr al-Manar a la Kala.